# Listă de scriitori muntenegreni
Aceasta este o listă de scriitori muntenegreni.

## A
Sreten Asanović

## B
Balša Brković - Miodrag Bulatović - 

## D
Peko Dapčević

## Đ
Milovan Đilas -

## L
Mihailo Lalić -

## N
Andrej Nikolaidis - Petar II. Petrovič Njegoš -

## S
Sima Milutinović Sarajlija - 